# Franz Varrentrapp
Franz Varrentrapp (Frankfurt del Main, 29 d'agost de 1815 - Brunsvic, 4 de març de 1877) fou un químic i empresari alemany.
Fill de Maria Christina Hofmann (1785-1859) i del metge frankfurtenc, Johann Conrad Varrentrapp (1779-1860), va fer un aprenentatge farmacèutic a Lausana de 1832 a 1835. Va treballar un temps a farmàcies a les ciutats de Rastatt i Dresden abans d'estudiar química amb Heinrich Rose i Eilhard Mitscherlich a Berlín de 1837 fins a 1839. De 1839 a 1840 va continuar els seus estudis a la Universitat de Giessen, on es va doctorar amb Justus von Liebig (1803-1873). Junts amb Heinrich Will a Giessen va desenvolupar el mètode Will-Varrentrapp per a la determinació del nitrogen. Va fer uns viatges de recerca a Anglaterra i Escòcia a la tardor de 1840.
Amb el suport de Liebig, Varrentrapp va esdevenir secretari de l'associació comercial de Braunschweig el novembre de 1841 i es va establir com a consultor econòmic. Va promoure la conservació d'espàrrecs en llaunes metàl·liques, el que va ser l'inici del desenvolupament d'una florissant indústria conservera. El 1868 va prendre una participació en l'editorial Friedrich Vieweg i fills.
El 1875 es van declarar els primers signes d'una malaltia cerebral i es va retirar dels afers. En va morir el 4 de març de 1877.